# John Antonakis

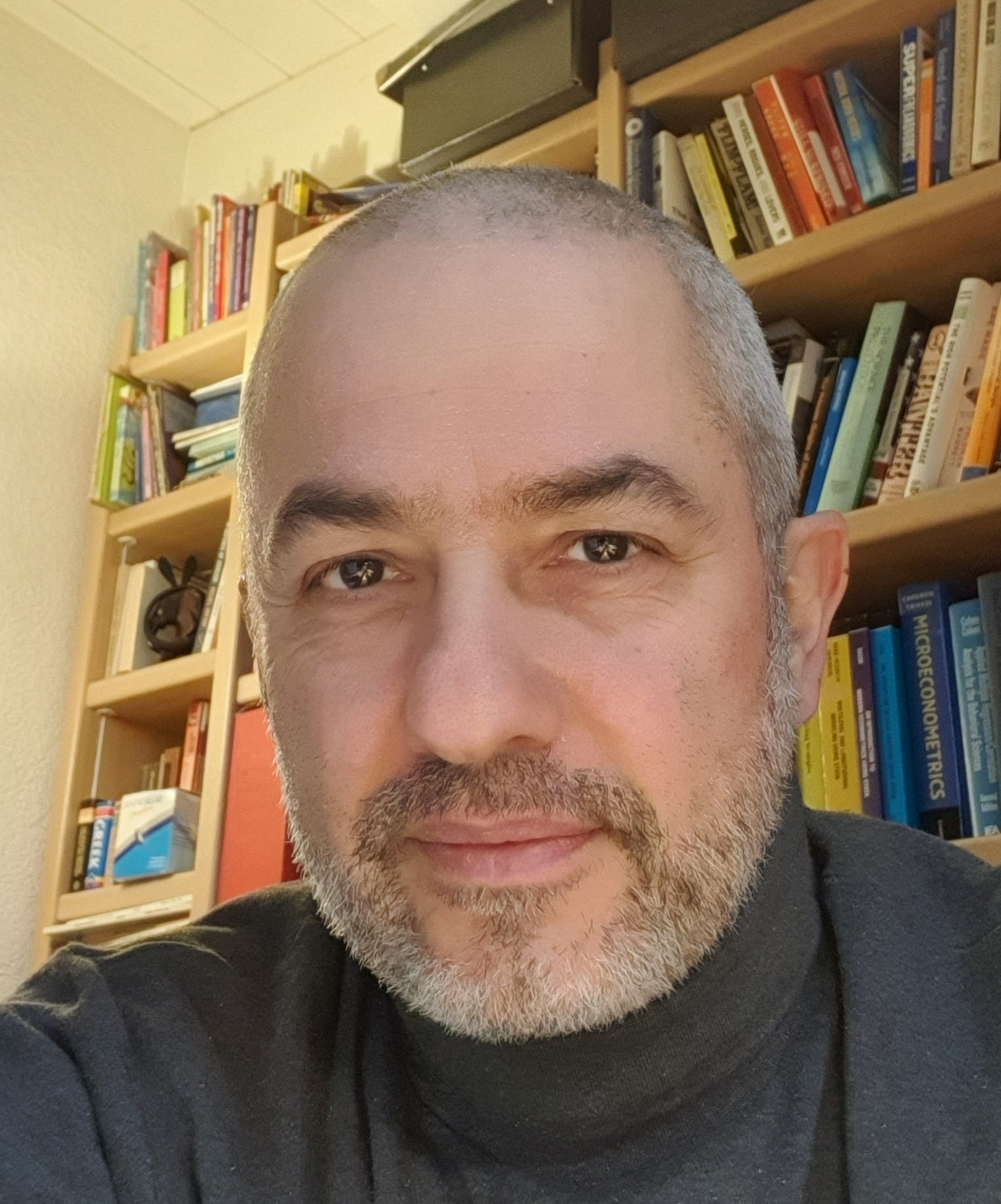
John Antonakis

John Antonakis (* 29. März 1969 in Johannesburg) ist ein schweizerischer Ökonom und Professor an der Wirtschaftswissenschaftlichen Fakultät der Université de Lausanne. Seine Forschungsfelder liegen im Bereich Führung und Charisma.

## Leben
Antonakis ist in Südafrika als Sohn griechischer Eltern (Paul Antonakis und Irene Bardi) geboren und aufgewachsen und wurde im Lauf seines Lebens in der Schweiz eingebürgert. Er erhielt ein Ph.D. in Angewandtem Management und Entscheidungswissenschaften an der Walden University in Minnesota mit dem Schwerpunkt Psychometrie der Führung und war Postdoktorand im Fachbereich Psychologie an der Yale University. Seinen Bachelor-Abschluss absolvierte er 1991 an der Johnson & Wales University, wo er auch seinen Unternehmensadministration-Master mit dem Schwerpunkt Internationales Geschäft abschloss.
Er ist der Chefredakteur der Zeitschrift The Leadership Quarterly.

## Wissenschaftliche Position
Antonakis beschäftigt sich vor allem mit Themen, die für das Organisationsverhalten relevant sind, darunter Führung, soziale Kognition, individuelle Unterschiede und Methodik (Psychometrie und angewandte Ökonometrie). Ein roter Faden in seiner Forschung ist die korrekte Messung sowie die korrekte kausale Spezifikation, Gestaltung und Analyse. So steht er beispielsweise dem Konzept der emotionalen Intelligenz, insbesondere der Selbstmessung, kritisch gegenüber. Seine Forschungen legen nahe, dass die Messverfahren für emotionale Intelligenz nicht weit genug entwickelt sind, um für klinische Zwecke oder im Arbeits- oder Bildungsbereich verwendet zu werden, und, dass emotionale Intelligenz für Führungsaufgaben nicht erforderlich ist. Als Befürworter konsistenter Schätzfolge und kausal identifizierter Modelle unter Verwendung von Ökonometrie und Strukturgleichungsmodellen hat er auch Kritik an der partiellen Pfadmodellierung nach der Methode der kleinsten Quadrate verfasst, die seiner Meinung nach aufgegeben werden sollte. Er hat auch gezeigt, dass ein Großteil der Forschung im Bereich Management und angewandte Psychologie aufgrund von Endogenitätsproblemen keine kausale Interpretation zulässt.

### Schwerpunkt: Führungskraft
Sein Forschungsschwerpunkt liegt im Bereich Führung, insbesondere der charismatische Führung. Er hat seine Arbeit über Führung einem breiten Publikum vermittelt, einschließlich Arbeiten in angewandter Statistik über Endogenität und Kausalität und allgemeine Probleme in der Wissenschaft. Sein Artikel Predicting Elections: Childʼs Play, der in der Fachzeitschrift Science veröffentlicht wurde, erregte großes Interesse, weil er zeigte, dass kleine Kinder in der Lage waren, Wahlergebnisse vorherzusagen, indem sie einfach die Gesichter der kandidierenden Politiker bewerteten; weitere Informationen zu diesem Phänomen können seinem Podcast zu dem Thema entnommen werden. In letzter Zeit arbeitete er mit Philippe Jacquart an der Vorhersage der US-Präsidentschaftswahlen; ihr Modell sagte voraus, dass Obama gewinnen würde (siehe Antonakisʼ YouTube-Video zum Wahlkampf zwischen Obama und Romney). Für die Wahlen 2016 und 2020 sagte er einen Sieg von Trump voraus.

### Schwerpunkt: Charisma
In seinen Vorträgen beschäftigt er sich auch mit sogenannten charismatischen Führungstaktiken (CLTs), durch die Personen sich charismatischer darstellen und diese Fähigkeit am Arbeitsplatz umsetzen können. Probanden in von ihm durchgeführten Studien wurden, nach einer Einschulung in charismatische Taktiken, als weitaus bessere Führungspersönlichkeiten wahrgenommen als zuvor. Charisma wird laut Antonakis vor allem durch das klare Signalisieren von Informationen erzeugt. Personen, welche Themen auf möglichst einfache Sprache herunterbrechen können, bleiben einem Publikum in der Regel besser in Erinnerung. Auch die Verwendung von Metaphern, persönlichen Geschichten und aussagekräftiger Gestik kann eine Rednerin oder einen Redner charismatischer erscheinen lassen.
Charisma kann auch die Arbeitsethik einer Person beeinflussen. In einer Studie aus 2015 stieg die Leistung von Arbeitern um 17 Prozent, nachdem ihnen eine charismatische Motivationsrede gezeigt wurde. Eine Zusammenfassung seiner jüngsten Arbeiten zum Thema Charisma findet sich in einem Vortrag, den er kürzlich bei TEDx gehalten hat.

## Forschung
Antonakis ist Führungsforscher und hat gemeinsam mit Robert House als erster den Führungsstil der instrumentellen Führung beschrieben. Antonakis und House schlagen diesen Führungsstil als eine Ergänzung zum Full Range of Leadership Model vor. Die von ihnen beschriebene instrumentelle Führung komplementiert die beiden Führungsstile des Full Range of Leadership Models (transaktionale Führung und transformationale Führung). In ihrer Studie aus 2014 weisen Antonakis und House jedoch auch darauf hin, dass das Konzept der instrumentellen Führung vorerst noch in den Kinderschuhen steckt und weiterer Recherche bedarf. Dennoch zeigt es vorerst ihre Kritik am Full Range of Leadership Model auf.

### Studie zu Korruption
In einer Studie mit Kollegen Samuel Bendahan und Christian Zehnder wurden die Auswirkungen von Macht auf Probanden untersucht. Um die Bereitschaft für Machtmissbrauch zu prüfen, wurde den Probanden in der Machtposition Geld zur Verfügung gestellt, welches sie auf sich selbst und ihre Mitarbeiter aufteilen konnten. Probanden, welche die Möglichkeit bekamen, sich selbst mehr Gehalt zu geben als ihren Mitarbeiten, tendierten dazu, diese Option zu wählen.

## Werke (Auswahl)
- Practical intelligence and leadership: Using experience as a „mentor“, 2004
- The far side of leadership: Rather difficult to face, 2012
- The Future of Leadership, 2013